# Szegedi Barna
Szegedi Barna (Szatmárnémeti, 1926 – Budapest, 1997 május) magyar nemzeti labdarúgó-játékvezető. Polgári foglalkozása Egerben a Szakszervezetek Megyei Tanácsának sportfelelőse.

## Pályafutása
Gyermekkorában szülőhelyén, Szatmárnémetiben az ifjúsági csapatban futballozott, 19 évesen a Nagybányai SE NB II-es csapatát erősítette, majd 1945-től az Egri Bástya-hoz igazolt. Az egyik mérkőzésen súlyos arccsonttörést szenvedett ami labdarúgó karrierjét kettétörte.
Játékvezetésből 1951-ben a Játékvezetői Tanács bizottsága előtt vizsgázott. A játékvezetést nagyobb elhivatottságnak tekintette, mint az edzői munkát. Az MLSZ a JT minősítésével NB II, majd 1961-től NB I-es bíró. A nemzeti játékvezetéstől 1971-ben visszavonult. NB I-es mérkőzéseinek száma: 63
| Időpont              | Helyszín                        | Mérkőzés típusa          | Mérkőzés                        | Eredmény | Nézők száma |
| -------------------- | ------------------------------- | ------------------------ | ------------------------------- | -------- | ----------- |
| 1961. szeptember 24. | Városi pálya, Salgótarján       | első NB I-es mérkőzése   | Salgótarjáni BTC–Komlói Bányász | 1 – 1    | 7000        |
| 1971. március 28.    | Hungária krt. Stadion, Budapest | utolsó NB I-es mérkőzése | MTK–Komlói Bányász              | 0 – 1    | 5000        |

1950-ben labdarúgó, társadalmi edzői tanfolyamot végzett, hogy ne szakadjon el a sportágtól. Még MÁV dolgozóként jó munkájáért kapott dicséretet, pénzjutalmat. A szakszervezetnél, munkája elismeréseként számtalan oklevelet- és tárgyjutalmat kapott.